# 2011 UB256
Az 2011 UB256 egy kisbolygó a Mars trójai csoportjában. A Pan-STARRS program keretein belül fedezték fel 2011. október 29-én.